# Distretto di Cusca
Il distretto di Cusca è un distretto del Perù nella provincia di Corongo (regione di Ancash) con 2.792 abitanti al censimento 2007 dei quali 494 urbani e 2.298 rurali.
È stato istituito il 9 maggio 1923.